# Cap Polonio (tango)
Cap Polonio es un tango compuesto en 1921 por Adolfo Rosquellas, que fue grabado en 1922 por 
Roberto Firpo en versión instrumental. El mismo año lo registró Ignacio Corsini con una letra que a su pedido hizo Juan Andrés Caruso y, posteriormente, lo fue por otros músicos. 

## El autor
Adolfo Rosquellas (Buenos Aires, Argentina, 14 de enero de 1900 – Nueva York, Estados Unidos, 20 de noviembre de 1964), cuyo nombre completo era Adolfo Leopoldo Rosquellas, fue un compositor y director de orquesta dedicado al género del tango que se radicó en los Estados Unidos donde trabajó y tuvo su propio conjunto hasta su fallecimiento.
.

## Origen del nombre
El Cap Polonio era un transatlántico alemán de la empresa Hamburg Süd que en la década de 1920 llevaba pasajeros entre Buenos Aires y Hamburgo y también hacía viajes de crucero a Brasil y a la Patagonia..

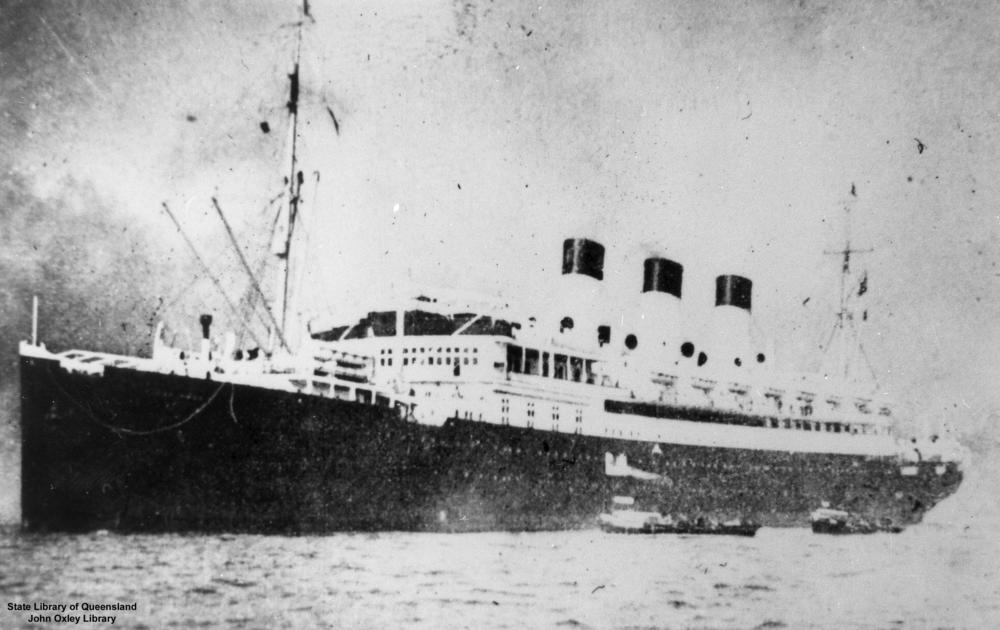
El SS Cap Polonio

## Creación del tango
La versión que circula es que siendo pasajero de ese barco, Adolfo Rosquellas oyó a una señorita tocar varias veces en el piano la zamba La López Pereyra, considerada como el “himno de Salta”, y utilizó su melodía para la segunda parte de un tango que bautizó Cap Polonio. Andrés Chazarreta había sido el primero en difundir por todo el país la zamba La López Pereyra, que firmó como de su autoría en 1916, pero en 1958 se determinó que había sido compuesta por Artidorio Cresseri. 
El autor la tituló en Salta en la primera década de 1900, al dedicarla al juez Carlos López Pereyra que lo juzgó por un femicidio, pues había matado a su esposa tras una discusión producida al retornar a su casa tras una noche de música y entretenimiento, para lo cual aplicó por primera vez en el país la figura legal de la emoción violenta extraída de la jurisprudencia francesa.
Cap Polonio no fue el único tango vinculado al barco, ya que Francisco Lomuto, que por esa década trabajó con su orquesta amenizando los viajes compuso a bordo las piezas Nunca más (1922) con letra de Oscar Lomuto y la letra y música de Tierra del Fuego que grabó Carlos Gardel en 1923.

## Grabaciones
En 1922 fue registrado  por el conjunto de Roberto Firpo en versión instrumental  y tuvo un buen resultado de ventas. Según Néstor Pinsón, su primera parte, que se escucha a modo de introducción, no tiene atractivo musical en tanto que en la segunda, sí se destaca la melodía, en la que se distinguen las notas de La López Pereyra. Ese mismo año lo grabó Enrique Delfino en solo de piano que realza los valores de la composición.
También lo grabó Ignacio Corsini en 1922, con una letra hecha a su pedido por Juan Andrés Caruso cuyo texto está referido a las andanzas de un tal Julián y sólo al pasar menciona al barco. «Cuando en el Cap Polonio/ sentada en popa/ cruces el mar,/ el chocar de las olas/ de mis recuerdos/ te hablarán». En 1927 lo registró la orquesta de Francisco Lomuto, en 1948 lo hizo el trío de Ciriaco Ortiz y en la década de 1970 los Tuba Tango. La empresa propietaria del vapor habría  agradecido al compositor con un viaje a Europa.
El asunto tendría otras derivaciones pues en 1964, José Canet hizo una adaptación de La López Pereyra en tiempo de tango al que tituló López Pereyra, que registró Alberto Marino con el acompañamiento de sus guitarras,  con la letra original.